# Cerno More
Cerno More (în bulgară Черно море, tradus în română Marea Neagră) este un sat în partea de est a Bulgariei în Regiunea Burgas. Aparține administrativ de Comuna Burgas. La recensământul din 2011 localitatea avea 2.361 locuitori. Exploatare de cărbune brun. Localitatea a luat naștere în anii 1920 inițial ca așezare-dormitor pentru persoanele ce lucrau în mina Cerno More 1. Astăzi majoritatea locuitorilor muncesc în minele Cerno More 2 și Kamenar.

## Demografie
Componența etnică a satului Cerno More
     Bulgari (73,65%)
     Romi (1,31%)
     Turci (6,18%)
     Nicio identificare (17,66%)
     Altele (1,18%)
La recensământul din 2011, populația satului Cerno More era de 2.361 locuitori. Din punct de vedere etnic, majoritatea locuitorilor (73,65%) erau bulgari, existând și minorități de turci (6,18%) și romi (1,31%). Pentru 17,66% din locuitori nu este cunoscută apartenența etnică.